# Хамам (Лутра Елевтерон)
Хамамът (на гръцки: Οθωμανικό λουτρό) е бивша, турска обществена баня, в изоставеното курортно селище Лутра Елевтерон, Егейска Македония, Гърция.
Хамамът е от типа единични бани с купол и е единствената запазена османска сграда в Лутра Елевтерон. Датира от началото на XVIII век.